# 可逆元
单位又被称为可逆元。在數學裡，於一(有单位的)環 {\displaystyle R\,}內的可逆元是指一 {\displaystyle R\,}的可逆元素，即一元素 {\displaystyle u\,}使得存在一於 {\displaystyle R\,}內的 {\displaystyle v\,}有下列性質：
{\displaystyle uv=vu=1_{R}\,}，其中 {\displaystyle 1_{R}\,}是乘法單位元。
亦即， {\displaystyle u\,}是 {\displaystyle R\,}內乘法的一可逆元素。

## 可逆元群
主条目：单位群
{\displaystyle R\,}的可逆元組成了一於乘法下的群 {\displaystyle U(R)\,} ，稱做 {\displaystyle R\,}的可逆元群（或单位群）。可逆元群 {\displaystyle U(R)\,} 有時亦被標記成 {\displaystyle R^{*}} 或{\displaystyle R^{\times }}。
在一可交換單作環 {\displaystyle R\,} 內，可逆元群 {\displaystyle U(R)\,} 以乘法作用於 {\displaystyle R\,}上頭。此一作用的軌道(orbit)被稱為結合集合；換句話說，存在一於R上的等價關係 ~ ，且當{\displaystyle r\sim s}時，表示存在一可逆元 {\displaystyle u} 使得 {\displaystyle r=us}。
{\displaystyle U} 是一由環範疇至群範疇的函子：每一個環同態 {\displaystyle f:R\rightarrow S} 都可導出一群同態 {\displaystyle U(f):U(R)\rightarrow U(S)}，當 {\displaystyle f} 會將可逆元映射至可逆元時。此一函數子有為整數群環結構的左伴隨。
一個環 {\displaystyle R\,} 是一個除環若且唯若{\displaystyle R^{*}=R\backslash \{0\}}。

## 例子
- 在整數環{\displaystyle \mathbb {Z} }裡，可逆元為±1。其每一軌道內都有兩個元素n和−n。

- 任一單位根均是某一單作環{\displaystyle R}內的可逆元。（若{\displaystyle r}是一單位根，且{\displaystyle r^{n}=1}，則{\displaystyle r^{-1}=r^{n-1}}亦為{\displaystyle R}的元素）。
- 在代數數論裡，狄利克雷单位定理證明了許多代數整數環內可逆元的存在域。例如，在環{\displaystyle \mathbb {Z} ({\sqrt {5}})}，{\displaystyle ({\sqrt {5}}+2)({\sqrt {5}}-2)=1}，因此{\displaystyle ({\sqrt {5}}+2),({\sqrt {5}}-2),1}都是可逆元。
- 在環{\displaystyle M(n,F)}，於一體{\displaystyle F}上的{\displaystyle n\times n}矩陣內，其可逆元恰好就是可逆矩陣。